# Diocèse de Kericho

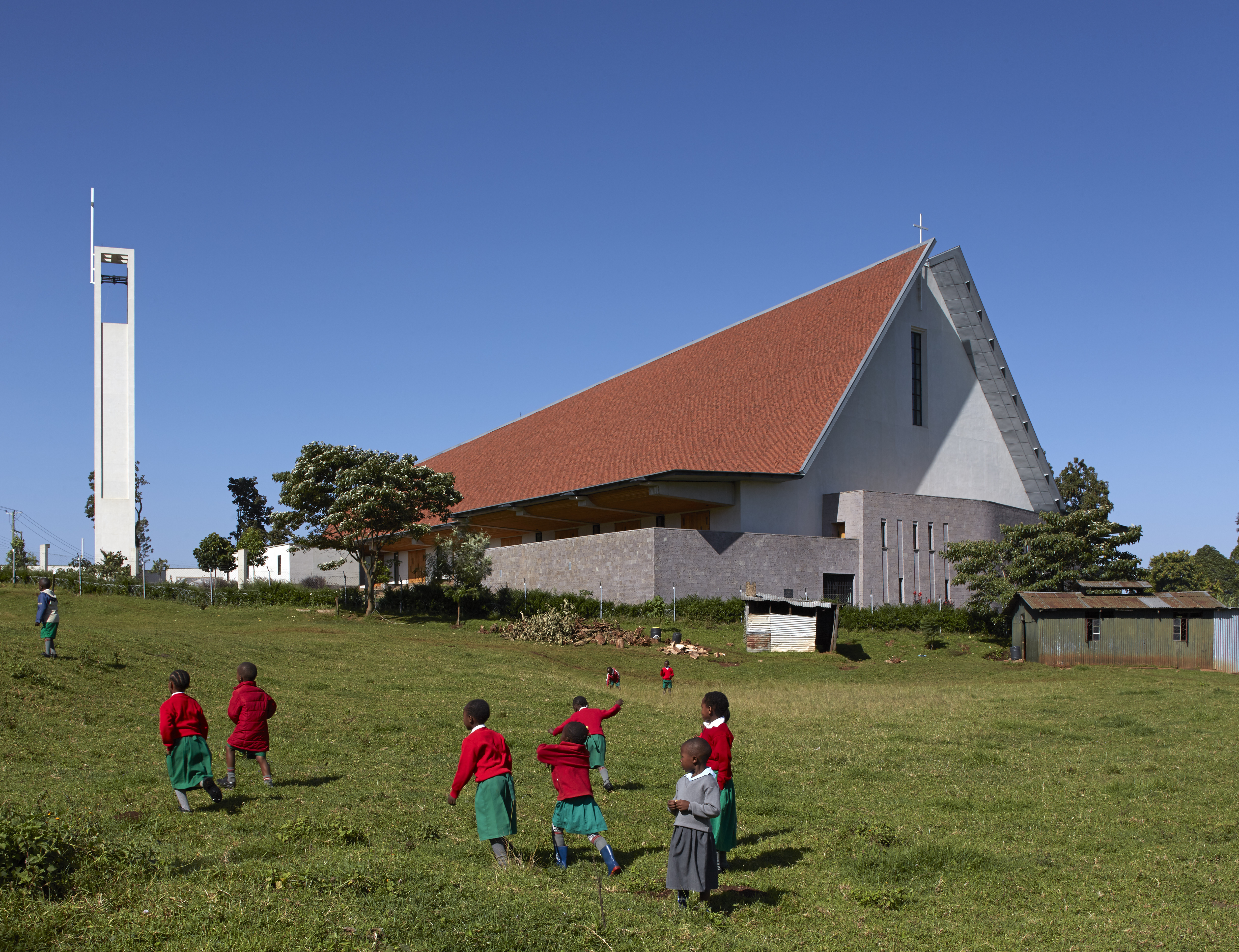
Cathédrale du Sacré-Cœur de Jésus en 2016

Le diocèse de Kericho (en latin : Dioecesis Kerichoënsis) est un diocèse catholique du Kenya, suffragant de l'archidiocèse de Nairobi. Son évêque est Alfred Kipkoech Arap Rotich depuis décembre 2019.

## Territoires
Le diocèse comprend les districts de Kericho et Bomet, dans la province de Rift Valley du Kenya.
Son siège épiscopal est la ville de Kericho où se trouve la cathédrale du Sacré-Cœur de Jésus.
Le territoire est subdivisé en 25 paroisses.

## Histoire
Le diocèse est érigé le 6 décembre 1995 par la bulle Cum ad aeternam du pape Jean-Paul II, à partir de territoire du diocèse de Nakuru.

## Statistiques
| année | baptisés | population totale | pourcentage | prêtres (total) | prêtres séculiers | prêtres réguliers | catholiques par prêtre | diacres | religieux | religieuses | paroisses |
| ----- | -------- | ----------------- | ----------- | --------------- | ----------------- | ----------------- | ---------------------- | ------- | --------- | ----------- | --------- |
| 1999  | 198 479  | 1 567 694         | 12,7        | 56              | 10                | 46                | 3 544                  |         | 36        | 56          | 16        |
| 2000  | 195 374  | 1 423 948         | 13,7        | 23              | 7                 | 16                | 8 494                  |         | 34        | 53          | 17        |
| 2001  | 198 653  | 1 480 906         | 13,4        | 30              | 11                | 19                | 6 621                  |         | 21        | 38          | 17        |
| 2002  | 220 623  | 1 524 906         | 14,5        | 35              | 15                | 20                | 6 303                  |         | 41        | 70          | 17        |
| 2003  | 268 460  | 1 678 996         | 16,0        | 35              | 15                | 20                | 7 670                  |         | 48        | 76          | 18        |
| 2004  | 223 856  | 1 554 850         | 14,4        | 39              | 18                | 21                | 5 739                  |         | 40        | 63          | 17        |
| 2006  | 225 360  | 1 621 000         | 13,9        | 43              | 21                | 22                | 5 240                  |         | 35        | 52          | 17        |
| 2013  | 254 000  | 1 810 000         | 14,0        | 43              | 29                | 14                | 5 906                  |         | 23        | 65          | 25        |
| 2016  | 241 690  | 1 606 200         | 15,0        | 45              | 30                | 15                | 5 370                  |         | 29        | 65          | 34        |